# Capela de Nossa Senhora da Graça (Trevões)
A Capela de Nossa Senhora da Graça situa-se no largo da Senhora da Graça, em Trevões. Foi reedificada no século XVIII pelo desembargador Jerónimo de Lemos Monteiro, tendo inscrita na frontaria a data de 1773. No seu interior sobressai o retábulo já muito repintado, mas conservando boas pinturas sobre tábua de São Gregório e Santa Eufémia, enquadrados por arcarias.
O remate da estrutura devia conter outra pintura, entretanto desaparecida. A imagem da padroeira de pequenas dimensões, é de vestir, com mãos e cabeça de madeira estofada. Por de trás do altar foi deixado uma parede sem reboco, um arco de granito, possivelmente renascentista.